# Manganova skupina
V 7. skupini periodnega sistema elementov ali manganovi skupini so elementi mangan (Mn), tehnecij (Tc), renij (Re) in borij (Bh), katerega so sintetitizirali leta 1977 kot prvi umetno proizvedeni element.
Elementi 7. skupine imajo podobne elektronske konfiguracije, predvsem na zunanjih valenčnih orbitalah, ki jim dajejo podobne lastnosti:
| Z   | Element    | Št. elektronov/orbitala |
| --- | ---------- | ----------------------- |
| 25  | manganese  | 2, 8, 13, 2             |
| 43  | technetium | 2, 8, 18, 13, 2         |
| 75  | rhenium    | 2, 8, 18, 32, 13, 2     |
| 107 | bohrium    | 2, 8, 18, 32, 32, 13, 2 |

## Lastnosti

### Fizikalne lestnosti
Nekatere fizikalne lastnosti elementov 7. skupine so prikazane v naslednji preglednici:
| Lastnosti elementov 7. skupine |                  |                      |                         |       |
| Ime                            | Mangan           | Tehnecij             | Renij                   | Borij |
| Tališče                        | 1517 K (1244 °C) | 2430 K (2157 °C)     | 3459 K (3186 °C)        | ?     |
| Vrelišče                       | 2235 K (1962 °C) | 5150 K (4877 °C)     | 5869 K (5596 °C)        | ?     |
| Gostota                        | 7,47 g·cm−3      | 11,5 g·cm−3          | 19,25 g·cm−3            | ?     |
| Videz                          | srebrno kovinski | srebrnosivo kovinski | kovinski z belim leskom | ?     |
| Atomski polmer                 | 140 pm           | 135 pm               | 135 pm                  | ?     |

Renij ima tretje najvišje tališče med vsemi elementi (3186 °C), presegata ga samo volfram (3422 °C) in ogljik (3642 °C), in najvišje vrelišče med vsemi kovinami (5596 °C). Kemijsko je podoben manganu in se pridobiva kot stranski produkt pri rafiniranju molibdena in bakra.

### Kemijske lastnosti
Vsi elementi imajo na valenčnih orbitalah po 7 elektronov (2 na orbitali s in 5 na orbitali f) in temu primerno veliko število oksidacijskih stanj: -1, +2, +3, +4, +6 in +7. Mangan je najbolj stabilen v oksidacijskih stanjih +2, +4 in +7, drugi elementi pa v stanjih +3, +4 in +7.
Tehnecij in renij nimata stabilnih izotopov in sta si zelo podobna. Vzrok za njuno podobnost je lantanoidna kontrakcija, zaradi katere imata enaka ionska polmera. Tehnecij je poleg prometija edini element pred svincem, ki nima stabilnega izotopa.

## Uporaba
Mangan in renij se uporabljata predvsem za legiranje jekel, v spojinah pa kot katalizatorja.

## Nahajališča
Tehnecij in renij sta radioaktivna elementa s kratko zazpolovno dobo in ju zato v naravi ni. Renij je izjemno redek in se nahaja v sledovih v drugih mineralih. Edini bolj pogost element je mangan, katerega je zemeljski skorji približno 0,1%. Letna proizvodnja mangana je 11 milijonov ton (2007), proizvodnja renija pa med 40 in 50 ton.
Mangan in renij se uporabljata predvsem za legiranje jekel, v spojinah pa kot katalitzatorja.